# Моррис, Уильям
Уильям Моррис (англ. William Morris; 24 марта 1834, Уолтемстоу, графство Эссекс, Восточный Лондон — 4 октября 1896, Лондон) — английский художник, поэт, прозаик, переводчик, издатель, социалист, теоретик искусства, близкий к прерафаэлитам. Основатель движения «Искусства и ремёсла».
Свои взгляды сформулировал словами: Any decoration is futile when it does not remind you of something beyond itself (Любое украшение лишено пользы, если оно не напоминает о чём-либо за пределами самого себя).
Художественное творчество Уильяма Морриса имело значительное влияние на дальнейшее развитие как художественных ремёсел и традиционного декоративно-прикладного искусства, так и европейского дизайна, в частности на идеи и практику германского Баухауса.

## Биография
Моррис родился в Уолтемстоу, Эссекс, в обеспеченной семье представителей среднего класса — вексельного брокера Уильяма Морриса и Эммы Моррис, урождённой Шелтон, дочери учителя музыки из богатой семьи в Вустере. Отец Уильяма работал в брокерской компании в лондонском Сити. Преждевременно скончался в 1847 году. В семье было десять детей. Младшая сестра Уильяма — Изабелла Гилмор, известная подвижница, дьяконисса англиканской церкви.
В возрасте девяти лет Уильяма отправили в Академию молодых джентльменов миссис Арундейл, затем, с 1848 года, он учился в Колледже Мальборо, с 1852 года — в Эксетерском колледже в составе Оксфордского университета. Там он познакомился и подружился с Эдвардом Бёрн-Джонсом. Молодых людей объединила любовь к средневековью, романам Вальтера Скотта и интерес к религиозному движению трактарианцев. Вместе с другими студентами из Бирмингема друзья основали братство, известное под названием «Бирмингемский сет» (Birmingham Set).
В 1855 году Моррис и Бёрн-Джонс совершили путешествие по Франции. В январе 1856 года Моррис начал работу в архитектурном бюро Джорджа Эдмунда Стрита, ведущего представителя движения «Готического возрождения». Летом 1856 года он познакомился с Данте Габриэлем Россетти, которого позднее Моррис и Бёрн-Джонс считали главной фигурой движения прерафаэлитов. Россетти дал согласие на работу в созданном Моррисом журнале Oxford and Cambridge Magazine, продолжавшем дело журнала прерафаэлитов «Росток». Моррис публиковал в журнале свои поэтические произведения и статьи по теории декоративных искусств. Сам журнал просуществовал недолго (вышло двенадцать номеров), но сотрудничество с Россетти продолжалось.
В 1859 году Уильям Моррис женился на Джейн Бёрден, которую прерафаэлиты считали воплощением идеальной красоты. Моррис познакомился с Джейн в пору работы группы прерафаэлитов над фресками конференц-зала (ныне библиотека) Оксфордского союза: Россетти пригласил Джейн и её сестру Элизабет на работу в качестве моделей. Джейн происходила из простой семьи и не получила образования, однако после замужества занялась изучением языков, брала уроки музыки. Она отличалась замечательной красотой, много позировала Россетти. С 1869 года Джейн Моррис и Россетти стали близки, вероятно она была его любовницей, но мужа не оставила: супруги жили вместе до смерти Морриса. У Морриса и Джейн были две дочери: Дженни и Мэй.
С начала 1890-х годов Уильям Моррис всё чаще болел; помимо подагры, у него появились признаки эпилепсии. В декабре 1894 года в возрасте 90 лет умерла его мать, что стало для Морриса сильным ударом. В июле 1896 года он отправился в круиз в Норвегию; во время поездки его физическое состояние ухудшилось, у него начались галлюцинации. Вернувшись в свой дом, Моррис стал полным инвалидом, его навещали друзья. Он умер от туберкулеза утром 4 октября 1896 года. Некрологи, появившиеся в прессе, показали, что в то время Моррис был широко известен прежде всего как поэт. Он был похоронен на кладбище церкви Святого Георгия в Келмскотте.

## Эстетика
Под влиянием жизненных впечатлений, изучения средневековой истории и литературы, трудов христианских социалистов Чарльза Кингсли, Фредерика Денисона Мориса и, особенно, книги Томаса Карлайла «Теперь и прежде» (1843), в которой Карлайл отстаивал средневековые ценности как средство решения проблем викторианского общества, у Морриса формировалась неприязнь к современной капиталистической цивилизации.

Помимо желания создавать красивые вещи основной страстью моей жизни была и есть ненависть к современной цивилизации
У. Моррис. Как я стал социалистом
В знак протеста против викторианской морали после окончания университета Моррис отрастил окладистую бороду. В области эстетики он испытал глубокое влияние писателя, художника и теоретика искусства Джона Раскина (Рёскина), особенно вдохновляясь главой «О природе готической архитектуры» во втором томе книги «Камни Венеции». Позднее Моррис отметил идеи Раскина как «одно из очень немногих необходимых и неизбежных высказываний века».
Другим источником его ранних эстетических воззрений было творчество английского архитектора-декоратора, писателя, теоретика и художника декоративно-прикладного искусства Оуэна Джонса, воспроизводившего образцы «исторического орнамента» прошлых эпох, в том числе в знаменитой книге «Грамматика орнамента» (The Grammar of Ornament, 1856).
Моррис принял философию «художественного историзма» Раскина и Оуэна: отвергать безвкусное массовое машинное производство вещей в пользу возврата к ручному мастерству, поднятия ремесленников до статуса художников, создания произведений искусства, которые должны создаваться вручную, «теплом рук» мастера-художника.

## Политическая деятельность
Уильяма Морриса ещё в годы обучения в Оксфорде привлекали идеи социального преобразования общества, активным же политиком Моррис стал в середине 1870-х годов. К политике он обратился через эстетику и искусство. «Его конечное обращение к политике было почти неизбежно, и оно может быть объяснено, — по объяснению Э. У. Фредемана, — его желанием восстановить в Англии XIX века не жизнь средних веков, а то, что он понимал как животворящий дух искусства». «Безусловно, — добавлял А. А. Аникст, — к социализму Моррис пришёл через искусство, через стремление воплотить в жизнь и утвердить на земле свои эстетические идеалы».
В ноябре 1876 года Моррис вступил в либеральную «Ассоциацию восточных вопросов» (Eastern Question Association; EQA) и был назначен казначеем группы. Однако вскоре, в 1881 году, вышел из её состава. В 1878 и 1881 годах в Лондоне и Бирмингеме Моррис прочёл курс лекций «Надежды и страхи искусства» — в нём содержалась критика капиталистического общества, все устремления которого направлены лишь на извлечение возможно большей прибыли. Уильям Моррис был знаком с «Капиталом» Маркса — однако, соглашаясь с автором в исторической части, он не принял её политэкономию. В 1879 году Моррис вступил в Национальную Либеральную лигу (National Liberal League), но покинул её ряды в 1881 году из-за позиции лиги по ирландскому вопросу.
В январе 1881 года Моррис участвовал в создании Радикального союза, объединения радикальных групп рабочего класса, — Социал-демократической федерации (Social Democratic Federation), первой социалистической партии в Великобритании. Однако вскоре он полностью отверг либеральный радикализм и двинулся к социализму. Со свойственной ему энергией он взялся за пропаганду нового учения: читал лекции, писал статьи, издавал и распространял брошюры, участвовал в собраниях и митингах по всей Британии, финансировал партийный журнал «Справедливость» (Justice). Он ратовал за улучшение жилищных условий для рабочих, бесплатное обязательное образование для всех детей, бесплатное школьное питание, восьмичасовой рабочий день, отмену государственного долга, национализацию земли, банков и железных дорог, а также организацию сельского хозяйства и промышленности под государственным контролем.
В ноябре 1883 года его пригласили выступить в Университетском колледже Оксфорда на тему «Демократия и искусство», и там он начал пропагандировать социалистические идеи, что шокировало и смутило многих сотрудников. В феврале 1884 года во время большой хлопковой забастовки, Моррис читал бастующим лекции о социализме. В следующем месяце он участвовал в демонстрации в центре Лондона, посвященной первой годовщине смерти Маркса и тринадцатой годовщине Парижской Коммуны. Он также посетил Дублин, где предложил свою поддержку ирландскому национализму.
В конце 1884 года из-за разногласий с руководителем федерации Генри Гайндманом Моррис покинул Социал-демократическую федерацию. В январе 1885 года Моррис, Эдуард Эвелинг, дочь Карла Маркса и жена Эвелинга Элеонора Маркс создали Социалистическую лигу, в которую вошли представители левого крыла СДФ и анархисты. Моррис стал редактором печатного органа лиги — еженедельной газеты «Общее благо» (Commonweal) и публиковал в ней свои политические и литературно-художественные произведения. В 1891 году, когда в лиге влияние окончательно перешло к анархистам, Моррис отошёл от активного участия в её делах.
Считая себя марксистом и познакомившись с Ф. Энгельсом и Б. Шоу, он, тем не менее, подружился с известными анархистами Степняком-Кравчинским и Петром Кропоткиным. В феврале 1886 года за участие в беспорядках на улицах Лондона Моррис был арестован и оштрафован. В июне 1889 года Моррис в качестве представителя Англии отправился в Париж на Международный социалистический рабочий конгресс.
Моррис помогал составлять «Манифест английских социалистов» (Manifesto of English Socialists). Он предложил поддержку крайне левым активистам, находящимся под судом, в том числе ряду воинствующих анархистов, чью агрессивную тактику он, тем не менее, осудил. Он также впервые начал использовать термин «коммунизм», заявив, что «коммунизм на самом деле является завершением социализма: когда он перестанет быть воинственным и станет победителем, это будет коммунизм» (Communism is in fact the completion of Socialism: when that ceases to be militant and becomes triumphant, it will be communism). В декабре 1895 года он прочёл лекцию под открытым небом на похоронах Степняка, где он выступал вместе с видными левыми активистами Элеонорой Маркс, Кейром Харди и Эррико Малатестой. Освободившись от внутренней фракционной борьбы, он отказался от своей антипарламентской позиции и работал над социалистическим единством, прочитав свою последнюю публичную лекцию в январе 1896 года на тему «Единая социалистическая партия» (One Socialist Party).

## Литературное творчество
Под влиянием Раскина и поэта-романтика Джона Китса Моррис стал уделять много времени написанию стихов. Увлечение Морриса легендами о короле Артуре вдохновило его на создание поэтического сборника. В марте 1857 года Белл и Денди опубликовали книгу стихов Морриса «Защита Гвиневры» (The Defence of Guenevere), в значительной степени профинансированной автором. Книга продавалась плохо и получила несколько неприятных отзывов. Обескураженный, Моррис после этого не публиковал свои литературные произведения восемь лет.
В 1867 году Белл и Денди опубликовали за свой счёт эпическую поэму Морриса «Жизнь и смерть Джейсона» (The Life and Death of Jason). Книга представляет собой пересказ древнегреческого мифа о герое Ясоне и поисках Золотого руна. В отличие от предыдущей публикации Морриса, книга «Жизнь и смерть Джейсона» была хорошо принята, в результате чего издатели заплатили Моррису гонорар за второе издание. С 1865 по 1870 год Моррис работал над другой эпической поэмой «Земной рай» (The Earthly Paradise). Созданный как дань уважения Дж. Чосеру, поэма состоит из 24 историй, заимствованных из множества различных культур, и каждая из которых якобы сочинена разными рассказчиками. Действие происходит в конце XIV века, сюжет развивается вокруг группы норвежцев, которые спасаются от Чёрной смерти, отплыв из Европы, по пути открывая остров, жители которого продолжают поклоняться древнегреческим богам. Опубликованное в четырёх частях Ф. С. Эллисом, это сочинение вскоре приобрело поклонников и зарекомендовало Морриса как крупного поэта.
Моррис интересовался средневековой литературой Исландии, подружившись с исландским теологом Эйрикуром Магнуссоном. Вместе они совершили путешествие в Исландию, а затем подготовили прозаические переводы Эдд и Саг для публикации на английском языке. Моррис также проявил большой интерес к созданию рукописных иллюстрированных манускриптов, выпустив между 1870 и 1875 годами 18 таких книг, первой из которых была «Книга стихов» (A Book of Verse). 12 из них были рукописными копиями нордических сказок, таких как: Хальвдан Чёрный, Фритьоф Смелый и Жители Эйра.
Моррис считал каллиграфию важным видом искусства и специально учился прорисям и инициалам. В ноябре 1872 года он опубликовал поэтическую драму «Любви хватит» (Love is Enough), основанную на истории из средневекового валлийского текста «Мабиногион» (Mabinogion). Проиллюстрированная гравюрами Бёрн-Джонса, книга не имела успеха. В 1871 году Моррис начал работу над драмой «Роман на синей бумаге» (The Novel on Blue Paper), действие которой происходит в настоящее время, но книга осталась незавершённой.
В 1876 году, продолжая свои литературные изыскания, Моррис создал собственную версию перевода «Энеиды» Вергилия на английский язык. Моррис продолжал свои переводческие работы; в апреле 1887 года Ривз и Тернер опубликовали первый том перевода Морриса «Одиссеи» Гомера, в ноябре второй.
В декабре 1888 года издательство Chiswick Press опубликовало фантастический рассказ У. Морриса «Дом волков» (The House of the Wolfings), действие которого происходит в Европе железного века и который представляет собой реконструированный портрет жизни древних германоязычных племен. Он содержал как прозу, так и стихотворные фрагменты. В 1889 году последовал рассказ «Корни гор», а затем ряд других поэтических произведений: «История сияющей равнины» (1890), «Лес за пределами мира» (1894), «Колодец на краю света» (1896), «Вода чудесных островов» (1897), «Расколотый потоп» (1898). Моррис также приступил к переводу англосаксонской сказки «Беовульф»; поскольку он не мог полностью понимать древнеанглийский язык, его поэтический перевод был в значительной степени основан на том, что уже было сделано Альфредом Джоном Уайетом.

## «Вести ниоткуда»
С января по октябрь 1890 года Уильям Моррис публиковал в газете «Общее благо» (Commonweal) части своего философско-утопического романа «Вести ниоткуда, или Эпоха спокойствия» (News from Nowhere or An Epoch of Rest), что привело к значительному увеличению тиража газеты. В марте 1891 года роман был опубликован в виде книги, а к 1900 году переведён на голландский, французский, шведский, немецкий и итальянский языки и стал классикой для социалистического сообщества Европы.
«Вести ниоткуда, или Эпоха спокойствия» — одно из самых значительных произведений Морриса, наиболее полно отражающее его политические взгляды. Моррис написал книгу в ответ на утопию американца Беллами «Оглядываясь назад, или 2000 год», имевшую невероятную популярность у читателей и раскритикованную Моррисом в печатном органе Социалистической лиги «Общее благо». Беллами нарисовал будущее общество как торжество урбанизации, механизации, централизованного управления. По Беллами высокая концентрация капитала приводит к мирному объединению всех граждан в сообщество в качестве акционеров под руководством единого правительства. Всем обеспечено комфортное существование, однако потребление контролируется властью, всё механизировано до предела, но в то же время существует трудовая повинность: солдаты «промышленной армии» выполняют тяжёлую и грязную работу. Страх нищеты и голода исчез, но, чтобы заставить человека работать, необходимо принуждение.
По мнению Морриса, книга Беллами могла лишь оттолкнуть людей от социализма, а другим указать ложный путь. Моррис считал, что социализм должен предоставить бо́льшую степень свободы, чем капиталистическое общество. Стимулом полезного труда по Моррису должна быть радость, исходящая из самого труда. Он изложил собственное видение будущего — это был взгляд поэта и художника. В «Вестях ниоткуда» царит гармония человека и окружающей его среды. Это сон современника, весьма похожего на самого Морриса, о будущем, своеобразная поэма в прозе. Автор описал идеал, к которому сам стремился всю жизнь — это человек, преобразивший мир своим трудом. Нет более голода и принуждения, стимулом к работе является жажда творчества и каждое произведение человеческих рук — произведение искусства. Города превратились в огромные сады, нет более частной собственности, классов, в любви следуют своему чувству, исчез институт брака, порождённый корыстью. Отмирает государство, так как нет необходимости в насилии, общество состоит из небольших самоуправляемых общин. А. Л. Мортон сказал о романе Морриса, что «многие писали утопии, в которые можно было поверить. Но Моррису удалось изобразить такое утопическое государство, в котором хочется жить». Моррис не отрицал научный прогресс — новые достижения приводят к повышению производительности труда, однако, как только заканчивается «переходная эпоха» — ручной труд вытесняет механизированный. Моррис отдаёт дань своему идеалу — медиевизму. По собственному опыту Моррис знал, как непроизводителен и дорог ручной труд, но в обществе, где наступил расцвет личности, потребности человека в материальных благах будут невелики. Однако и здесь не всё гладко. Гость из прошлого застаёт «эпоху спокойствия», передышку, наступившую после «переходного периода». Моррис предсказывает грядущий конфликт между патриархальной общиной и «людьми науки», приверженцами научного прогресса.

## Издательская деятельность
В конце 1880-х годов Моррис основал издательство «Келмскотт-пресс» (Kelmscott press). Целью предприятия было возрождение средневековых традиций книгопечатания. Книги издавались малыми тиражами, весь процесс производства, от изготовления бумаги до печатания на станке, был ручным. Для некоторых книг использовался пергамент. Моррис сам верстал все книги, рисовал инициалы и миниатюры, создавал новые типографские шрифты, работал печатником. «Суть моей работы в том, чтобы не просто производить печатную продукцию, а делать красивые книги», — так он определял задачу издателя. С «Kelmscott Press» сотрудничали Э. Бёрн-Джонс и Уолтер Крейн.
Одной из вершин совместной работы Бёрн-Джонса и Морриса является издание сборника произведений Джеффри Чосера (1896). Бёрн-Джонс сделал иллюстрации, а Моррис изобрёл три специальных гарнитуры шрифта: Golden, Troy и Chaucer, причем текст был обрамлен замысловатыми цветочными рамками, похожими на иллюминированные средневековые рукописи. Эта работа вдохновляла множество небольших частных издательств в следующего столетия.

### Издания
- Дж. Раскин. Происхождение готики. Лист 1. 1890-е гг. Издание Келмскотт Пресс
- Произведения Джеффри Чосера. Издание У. Морриса. Иллюстрации Э. Бёрн-Джонса. 1896
- «Printing». Издание «Искусства и ремёсла»
- У. Моррис. Лес за пределами мира. Обложка. Репринт 1920 г.
- У. Моррис. Лес за пределами мира. Разворот. Келмскотт Пресс, 1894
- У. Моррис, Э. Бёрн-Джонс. Сон Джона Болла. 1888

## Братство прерафаэлитов
Под влиянием своих друзей Моррис стал заниматься живописью. Он также продолжал писать стихи и начал разрабатывать иллюминированные рукописи и вышитые драпировки. Однако вскоре он отошёл от живописи: его последняя картина датирована 1862 годом, а единственная законченная — «Прекрасная Изольда», написана с Джейн Бёрден в 1858 году. Раскин добился внимания в викторианском обществе тем, что отстаивал искусство группы художников, которые появились в Лондоне в 1848 году и называли себя Братством прерафаэлитов. Стиль живописи прерафаэлитов был сформирован увлечениями средневековьем и романтизмом, подчеркиванием обилия бытовых деталей, насыщенным цветом и сложными «литературными композициями». Уильям Моррис, как и Раскин, горячо поддержал прерафаэлитов и привлёк их к работе в мастерских «Искусств и ремёсел».
Влияние Морриса на британское художественное сообщество становилось всё более очевидным. Когда в 1884 году была основана Гильдия работников искусства, несмотря на то, что в то время Моррис был слишком поглощён своей социалистической деятельностью, он был избран в гильдию в 1888 году, на должность мастера — в 1892 году. Прочитав для членов Гильдии лекции по искусству шпалеры, он имел заслуженный успех и в 1892 году он был избран президентом. В это же время Моррис сосредоточил свою общественную активность на проблемах охраны и реставрации архитектурных памятников, в частности церкви Святой Марии в Оксфорде, Блитбургской церкви в Саффолке, собора Питерборо и Руанского собора.
Он был частым и желанным гостем в доме архитектора Робинсона (дочери которого Агнес Мэри Фрэнсис и Фрэнсис Мэйбл также были писательницами), ставшим центральным местом для встреч художников и писателей движения прерафаэлитов, таких как: Уильям Майкл Россетти, Уильям Холман Хант, Эдвард Бёрн-Джонс, Джеймс Уистлер, Артур Саймонс, Форд Мэдокс Браун и Матильда Блайнд.

## Галерея
- Портрет Джейн Бёрден в 18 лет. Галерея У. Морриса, Лондон
- Королева Гвиневра (Прекрасная Изольда). 1858. Галерея Тэйт, Лондон
- Ангел ночи, держащий убывающую луну. 1857—1869. Акварель. Музей изящных искусств, Хьюстон
- Фронтиспис книги Уильяма Морриса «Вести ниоткуда». Издательство Келмскотт-пресс, 1893

## Красный дом
В начале 1860-х годов Моррис был поглощён строительством и оформлением Красного дома (Red House) в Бексли-Хис для своей семьи и созданием мастерской по производству мебели и предметов для дома. Красный дом стал воплощением идеи о соединении высокого искусства с повседневной жизнью. Дом был построен в деревне Аптон графства Кент (ныне Бекслихит), город на юго-востоке Большого Лондона) в 1859 году по проекту Филиппа Спикмена Уэбба с участием самого Морриса. Своё название получил из-за необычного, но традиционного для сельской Англии «кирпичного стиля»: наружные кирпичные стены не были оштукатурены. Над оформлением интерьеров работали Бёрн-Джонс, Россетти, Элизабет Сиддал и сам Моррис с женой. Изображения Красного дома и его интерьеров воспроизводились в журнале «The Studio», основанного Моррисом в 1895 году.
Моррис описал свой дом и окружающий его сад как «очень средневековый по духу». На строительство потребовался год и 4000 фунтов стерлингов. Э. Бёрн-Джонс назвал дом «самым красивым местом на Земле». Друзья помогали Моррису расписать стены и потолки картинами по мотивам историй о Троянской войне, короле Артуре и рассказам Джеффри Чосера. Моррис с женой разработали рисунки цветочных вышивок для комнат.
Однако жизнь в загородном доме имела свои неудобства и осенью 1865 года Моррис продал «Красный дом» и переехал с семьёй в дом № 26 на Квин-сквер в Блумсбери, в то же здание, куда ранее летом переехала штаб-квартира его фирмы «Искусства и ремёсла».

## «Искусства и ремёсла»
Опыт совместной работы над «Красным домом» получил продолжение. В апреле 1861 года Моррис организовал фирму по производству предметов декоративно-прикладного искусства «Моррис, Маршалл, Фолкнер и К°» (Morris, Marshall, Faulkner & С°). Её постоянными сотрудниками стали Э. Бёрн-Джонс, Ф. М. Браун, Ф. Уэбб, Д. Г. Россетти. Для работы в ней привлекались также А. Хьюз и С. Соломон.
Работая в помещении на Рэд Лайон-сквер, 6, организаторы называли себя «Фирмой». Позднее, в 1875 году, когда Моррис взял всё руководство на себя, появилось название «Моррис и К°», а затем: «Искусства и ремёсла» (Arts & Crafts). В качестве рабочих мастеров организаторы наняли подростков из Промышленного дома для обездоленных мальчиков в Юстоне, в центре Лондона, многие из которых прошли обучение в качестве учеников. В мастерских всё производилось вручную. Вслед за Джоном Раскиным Моррис отвергал саму идею машинного производства художественных изделий. Он мечтал о гармонии двух видов труда — физического и интеллектуального. Моррис и художники-прерафаэлиты, идеализируя средневековье, считали, что массовая продукция приводит к нивелированию вкусов, исчезновению эстетики из окружающей действительности, эстетической и даже нравственной деградации как создателей, так и потребителей товаров. Сторонники движения «Искусств и ремесел» видели выход из эстетического тупика в продолжении обычаев средневековых ремесленных гильдий. Ремесленник, совмещающий в одном лице технолога, конструктора и художника, поднимался до уровня творца.
Мастерские управлялись рабочими кооперативами, все работники получали щедрое вознаграждение. В 1875 году в результате конфликта со своими сотрудниками Моррис остался руководить фирмой единолично. Тем не менее фирма сохраняла позиции ведущей мануфактуры Европы в области декоративно-прикладного искусства и просуществовала до 1940 года.
Продукция, созданная фирмой, включала мебель, резьбу по дереву, изделия из металла, витражи и фрески. Витражи оказались особенно успешными в первые годы существования фирмы, поскольку они пользовались большим спросом в связи с реставрацией старых и ростом строительства новых церквей в Англии в неоготическом стиле.
Несмотря на антиэлитарную направленность, фирма Морриса вскоре стала популярной и модной в среде богатых клиентов, особенно после экспозиции на Всемирной выставке 1862 года в Лондоне, в Южном Кенсингтоне, где работы мастерской получили внимание прессы и были отмечены наградами. Однако они столкнулись с серьезной конкуренцией со стороны известных производственных компаний. Вопреки эстетическим идеям Уильяма Морриса рукотворная продукция была значительно дороже фабричной и не соответствовала социал-демократической программе, её могли приобретать лишь аристократические заказчики. Сам Моррис с горечью констатировал, что вынужден служить «свинской роскоши богатых».
Весной 1877 года Фирма открыла магазин на Оксфорд-стрит, 449 и получила новых сотрудников; в результате продажи увеличились, а популярность выросла. После смерти Морриса в 1896 году и после кончины Бёрн-Джонса в 1898 году художественным директором фирмы стал художник по текстилю и витражам Джон Генри Дирл.

## Ткачество и рисунки обоев
Уильям Моррис стоял у истоков современной таписерии. В его мастерских возрождалось искусство художественного ткачества, находившееся в конце XIX века в упадке из-за повсеместного распространения механического производства. Он сам был прекрасным ткачом, он овладел всеми приёмами окраски пряжи — это существенно расширяло его возможности как создателя декоративных шпалер. В семидесятые годы Моррис постоянно экспериментировал с красителями, создавал рецепты на основе природных материалов, вытесненных недавно изобретёнными анилиновыми красками. Внимательный наблюдатель природы с детских лет, Моррис, умело применяя средневековое открытие: принцип непрерывного роста кривой линии, используя методы построения композиции с помощью ромбической сетки и диагональной ветви, создавал растительные орнаменты для тканей, ковров, фонов и бордюров шпалер, кажущиеся естественными, но на самом деле продуманные до мелочей. Фигуры на шпалерах мануфактуры выполнялись по картонам Э. Бёрн-Джонса. Соавторами Морриса были также Филипп Уэбб и Джон Дирл. Моррис постепенно отказывался от живописи, понимая, что его живописным работам многого не хватало. Вместо этого он сосредоточил свои усилия на разработке рисунков обоев, первым из которых был «Решетка» (1862).

### Шпалеры, ткани, обои
- «Ангелы-служители». Шпалера. 1894. Музей Виктории и Альберта, Лондон
- Дж. Дирл, Э. Бёрн-Джонс, У. Моррис. Поклонение волхвов. 1904. Музей Орсе, Париж. Вариант: Государственный Эрмитаж, Санкт-Петербург
- «Анемоны». 1876
- Обои с лиственным орнаментом. 1875
- Обои дворца Сент-Джеймс. 1880
- Фрагмент шпалеры «Дятел». 1885
- Рисунок ткани. 1882
- «Земляничный вор». 1883

## Наследие
Произведения Морриса находятся во многих крупных европейских музеях. Помимо экспозиций отдельных произведений в лондонском Музее Виктории и Альберта создана «комната Морриса» (Morris Room). Один из конференц-залов Оксфордского союза, украшенный обоями в стиле «Искусств и ремёсел», называется «Зал Морриса».
Ткани, обои и другие изделия по эскизам Морриса выпускаются компанией Morris & Co, входящей в корпорацию «Сандерсон», которой также принадлежит архив Морриса, связанный с декоративно-прикладным искусством. После выставки 2024 года «Сандерсон» предполагает переместить архив в Войси-хаус в Чизике, где он находился изначально, чтобы сделать его доступным для публики.
Многие здания, где жил Уильямс Моррис, сохранились и доступны для осмотра. В поместье Уолтемстоу (восточный Лондон), в Уотер Хаус, семейном доме Морриса, где он жил в подростковом возрасте с 1848 по 1856 год, расположена Галерея Уильяма Морриса. «Красный дом» был приобретён Национальным фондом в 2003 году, после чего был открыт для посещения. Поместье Келмскотт принадлежит Лондонскому обществу антикваров. Лондонский дом Морриса, где он жил с 1878 года и где скончался в 1896 году, названный им в честь поместья Келмскотт-хаус, находится в частной собственности, однако его нижний этаж и каретный сарай занимает Общество Уильяма Морриса, который проводит там различные мероприятия и выставки,

## В культуре
Первая биография Уильяма Морриса была опубликована в 1897 году. В 1899 году зять Бёрн-Джонса Джон Уильям Маккейл издал двухтомную «Жизнь Уильяма Морриса». Биография Маккарти «Уильям Моррис: жизнь для нашего времени» была впервые опубликована Фабером и Фабером в 1994 году и повторена в 2010 году.

### Выставки
- 2002, Лондон — ретроспективная выставка «Уильям Моррис: Создание полезного и прекрасного» (William Morris: Creating the Useful and the Beautiful).
- 2003, Лондон — «Красота жизни: Уильям Моррис и искусство дизайна» (The Beauty of Life: William Morris and the Art of Design).
- апрель—август 2024, Келмскотт-хаус[англ.], Лондон — The Art of Wallpaper, совместная выставка Общества Уильяма Морриса[англ.] и компании «Сандерсон»[30].